# アクアリウム (博の漫画)
『アクアリウム』は、博の4コマ漫画作品。
まんがタイムきららキャラット（芳文社）で2009年8月号から10月号までゲスト掲載された後に、2009年12月号から2011年10月号にかけて連載。コミックスは全2巻が刊行されている。

## 概要
高校生たちの人間関係を描いた青春ストーリー4コマ漫画。ストーリー性を重視し、4コマ一本ずつにはタイトルはなく、月刊掲載単位でタイトルが冠されている（第○話「タイトル」）。

## あらすじ
実家の熱帯魚ショップを手伝う主人公・ゆうは、入学間もない高校で、自分がメンテナンスしていた水槽に興味を持つ少女・さおりと出会う。ゆうはさおりにアクアリウムを勧める一方で、実家のショップで出会ったさおりの幼馴染み・よしあきとも親交を深めていく。

## 登場人物
三島 ゆう（みしま ゆう）
主人公。高校1年生の女子生徒。クラスは1組。実家の熱帯魚ショップをよく手伝っている。店で世話をしている魚に自分で名前をつけて呼んでいる。アクアリウムが大好きで、魚のこととなると、人が変わる。高校の西校舎（第2校舎）の空き教室に劣悪な環境で放置されていた水槽を見つけ、メンテナンスを始める。ちほ、かよとは同じ中学校出身。異性に人気があり、中学生の頃からよく告白されている。
瀬尾 良昭（せお よしあき）
高校1年生の男子生徒。クラスは1組だが、入院していたため、入学してからしばらく経ってから初登校した。初登校の前日に、ゆうが店番をしていた時に来店し、その後は時々ゆうの店に通うようになる。さおり、ゆきおとは古くからの友人で、同じ西中出身。
吉岡 さおり（よしおか さおり）
高校1年生の女子生徒。クラスは5組。よしあきやゆきおと昔から一緒に遊ぶことが多かったが、女の子の友人が居ないことを悩んでいる。西校舎の空き教室でゆうがメンテナンスしている水槽を見つけ、アクアリウムに興味を持ち始める。独学でメンテナンスをしている際にゆうと出会い、自分のアクアリウムを持つことを勧められる。運動神経抜群で、ピアノも得意。
藤崎 ちほ（ふじさき ちほ）
高校1年生の女子生徒。クラスは1組。ゆう、かよの友人。文芸部に所属。情報通で、ゆうのためによく世話を焼く。成績は学年トップの優等生。
かよ
高校1年生の女子生徒。クラスは1組。ゆう、ちほの友人。ゆったりでマイペースな性格だが、走るのが速く、陸上部に所属。
西田 由紀夫（にしだ ゆきお）
高校1年生の男子生徒。クラスは1組。よしあき、さおりの幼馴染み。さおりとは家が隣同士。

## 単行本
- 博『アクアリウム』 芳文社〈まんがタイムKRコミックス〉、全2巻
  1. 2010年10月12日初版発行（2010年9月27日発売[1]）、ISBN 978-4-8322-7947-6
  2. 2011年10月12日初版発行（2011年9月27日発売[1]）、ISBN 978-4-8322-4068-1